# パクス・オトマニカ
パクス・オトマニカ (Pax Ottomanica)またはパクス・オトマーナ (Pax Ottomana)は、オスマン帝国の支配下にあった領域で達成された秩序を指し、近年の1990年代以降トルコで使われるようになった用語である。パクス・シニカ、パクス・モンゴリカ同様、ごく狭い範囲での平和の保持を達成したにすぎず、パクス・ブリタニカ、パクス・アメリカーナと同義と捉えるのは間違いである。
この用語は「パクス・ロマーナ」（ローマによる平和）にちなむ。
オスマン帝国に好意的な視点を持つ多くのトルコ共和国の歴史学者は、帝国支配の肯定的な影響を強調するためパクス・オトマニカという用語を使うことを好む。つまり、オスマン帝国の支配下の地域のほとんどは、オスマン帝国の統治以前は失政と暴力にあえいでいた（例としてはエピロス専制侯国などが挙げられる）。また、オスマン帝国は16世紀から17世紀の国力の絶頂期にはバルカンとアナトリア、中東地域のほとんどと北アフリカ、コーカサスをも支配下に置いていたが、第一次世界大戦後にはアナトリアを残すのみとなっており、オスマン帝国から失われた地域は、オスマン支配の崩壊に続く社会的、経済的、政治的な不安定に苦しみ、しかもこの混乱は、近年冷戦終結に伴い悪化しているとされる。
このようなオスマン帝国による支配を肯定的にとる見解は、オスマン帝国から独立した諸地域では支持されておらず、たとえばギリシャ正教会ではフィロセイやグリゴリオス5世のように、オスマン帝国支配下での苦難を受けた聖人が特に記憶されている。